# Великий князь
Великий князь — титул правителя в ряде государств, стоящий по рангу ниже царя (императора, кайзера) и короля, но выше князя. Приблизительно соответствует западноевропейскому титулу великий герцог, в том числе, исторически переводилось на латинский как лат. magnus dux.

## Русь
Словосочетание «великий князь» встречается в нарративных русских источниках начиная с XI века, однако носит на данном этапе восхвалительный персонифицированный характер и не имеет признаков оформившегося титула. Появление титула «великий князь» относится ко второй половине XII века и связано с политическими реалиями распада Древнерусского государства, ростом амбиций отдельных родов Рюриковичей и необходимостью оформления многоступенчатой титулатуры. Попытки учреждения великокняжеского титула происходили параллельно сразу в нескольких землях Руси — киевской, черниговской, галицко-волынской, смоленской, владимиро-суздальской и, вероятно, новгородской. Этот процесс был, однако, резко изменён монгольским нашествием. В Юго-Западной Руси он угас из-за масштабных разрушений и последующего подчинения русских княжеств Литве и Польше. В Северо-Восточной Руси обстоятельства, напротив, способствовали утверждению великокняжеской титулатуры, появившейся здесь ещё как минимум в правление Всеволода Большое Гнездо.

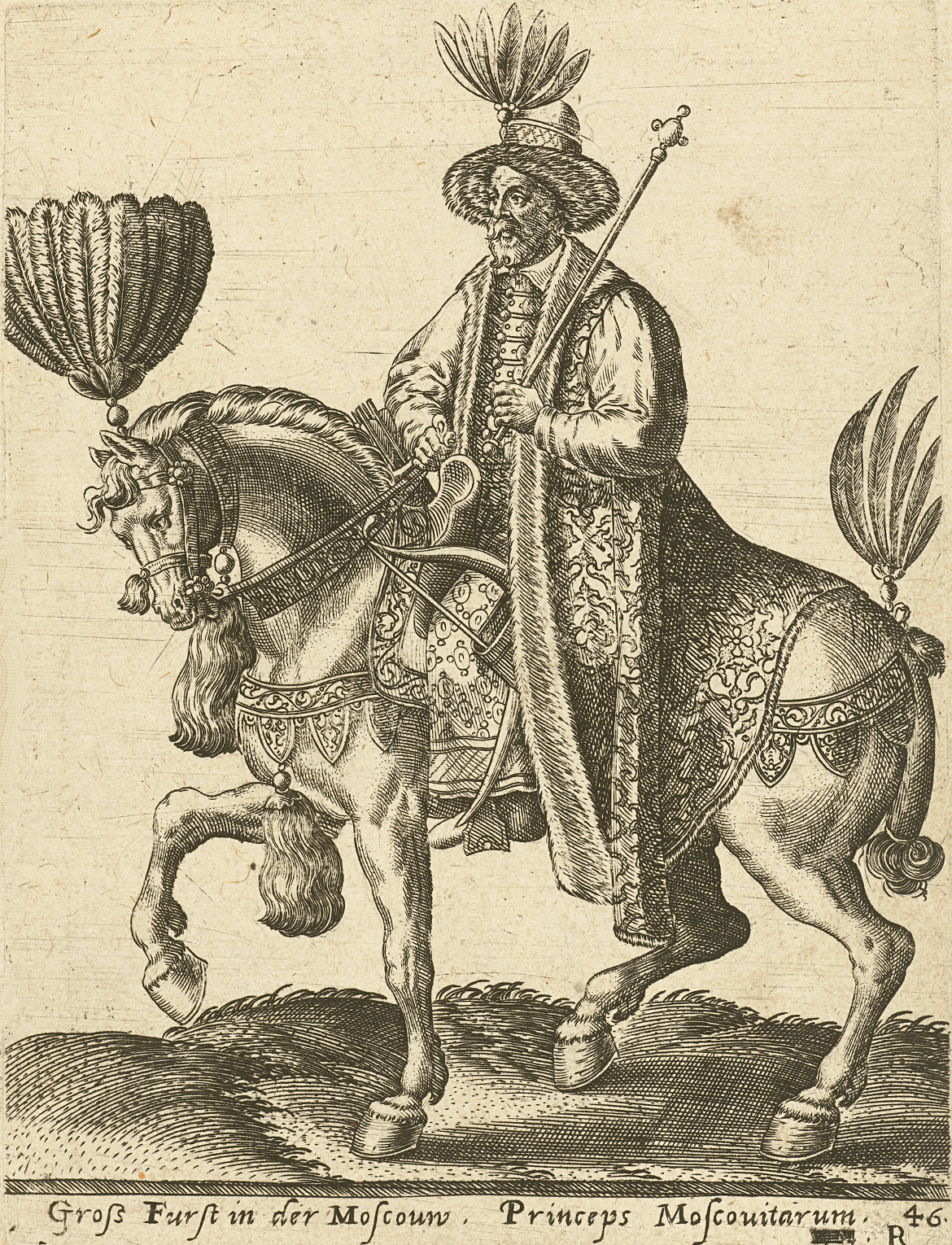
Великий князь в Москве, гравюра Авраама де Брейна.

Институт великокняжеской власти был удобен для монгольских ханов, которые вручали избранному ими и признававшему их верховенство князю ярлык на сбор дани с других князей. Великий князь мог, в свою очередь, опираться на военную мощь монголов для неоспоримости своего старшинства. С начала XIV века владимирские великие князья добавляли к своему титулу приставку «Всея Руси», хотя реальных властных прерогатив за пределами Северо-Восточной Руси и Новгорода (признавшего сюзеренитет владимирских князей) они практически не имели. С середины XIV века в Северо-Восточной Руси появились также великие княжества: Суздальско-Нижегородское, Тверское и Рязанское. На протяжении недолгого периода в XIV—XV веках «великими» также титуловались пронский (после обособления от Рязани) и ярославский князья. Насчёт того, кто был инициатором появления новых великих княжений, среди учёных существуют разные мнения. Согласно точке зрения одних, размножению великокняжеской титулатуры способствовала всё та же Орда ради девальвации власти чрезмерно усилившихся великих князей владимирских. Другие, напротив, считают, что решающую роль при этом сыграли внутренние процессы.
Владимир, продолжавший номинально оставаться старейшим столом, стал собственностью московских князей. С этого времени московские князья также титуловались «великими». Начиная с княжения Дмитрия Донского московские князья называли себя не только великими князьями владимирскими, но и московскими. Великие князья тверские обрели полную независимость вплоть до присоединения Тверского княжества к Московскому (1485).
После объединения русских земель вокруг Москвы и Литвы к началу XVI века титул «великий князь» остался только за правителями этих государств — «Великими князьями Владимирскими, Московскими и всея Руси» и «Великими князьями Литовскими и Русскими». Остальные великие князья сошли с исторической сцены. В 1547 году великий князь московский Иван IV официально принял титул «царь», однако сохранил и прежнюю титулатуру в отношении занимаемых им бывших великокняжеских престолов.

### Российская империя
С 1721 года решением русского царя Петра I (формально — по предложению Сената, которое Пётр одобрил через несколько дней раздумий) российские монархи стали именоваться «императорами», но при этом титул «великий князь» продолжал употребляться в полном титуловании монарха при перечислении находящихся под его властью земель: «…царь казанский, астраханский и сибирский, великий князь смоленский, тверской, вятский и иных земель».
В эпоху абсолютизма титулы «великий князь» и «великая княжна (великая княгиня)» стали присваиваться детям (соответственно, мужского и женского пола) царствующего монарха, что было официально закреплено в «Учреждении об императорской фамилии» Павла I от 5 апреля 1797 (для вообще всех законнорождённых потомков по прямой мужской линии). Титул великого князя давал обладателю формальное право быть в очереди на престол Российской империи. Великий князь решением императора мог быть лишён титула, если обстоятельства его рождения или жизни входили в противоречие со статьями «Учреждения», определяющими требования к пригодным для занятия престола лицам. Таким образом, титул стал приблизительно соответствовать европейскому титулу «принц крови», хотя соответствие здесь неполное. Принципиальные отличия принца крови от великого князя состояли в следующем:
- Статус принца крови мог получить также и бастард, при условии, если он был узаконен королевским указом. Бастарды российской императорской фамилии, даже будучи узаконенными, титул великого князя получить не могли ни при каких обстоятельствах[источник не указан 3167 дней]. В частности, дети императора Александра II от его второй жены Екатерины Долгоруковой, рождённые до брака, именовались не великими, а лишь светлейшими князьями Юрьевскими, несмотря на то, что заключение брака между их родителями позволило их узаконить.

- Статус принца крови мог быть получен только по прямой мужской линии (от отца к сыну), в то время как великий князь/княгиня могли происходить от правящих особ как женского, так и мужского пола, причем приходиться им как сыновьями, так и дочерьми.

- Принц крови, получивший этот статус по законным основаниям (рождён в законном браке от прямого законного потомка Гуго Капета, либо узаконен до момента получения статуса), в отличие от великого князя не мог быть лишён этого статуса ни при каких условиях.

В Российской империи к великим князьям и княгиням официально обращались «Ваше императорское высочество».
Согласно учреждению об Императорской фамилии от 2 июля 1886 года, изданному Александром III с целью ограничения числа лиц, носящих подобный титул, носить его могли только дети и внуки (дети сыновей) императора. Правнуки и более отдалённые потомки получали титул Князь императорской крови.
«Титул Великого князя, Великой княжны и Императорских Высочеств принадлежит сыновьям, дочерям, братьям, сёстрам, а в мужском поколении и всем внукам императора…».

## Литва
В Великом княжестве Литовском — титул верховного правителя, первоначально наследственный, после 1573 года — выборный. После создания Речи Посполитой король польский являлся одновременно великим князем литовским.

## Финляндия
C 1581 года король шведский титуловался великим князем Финляндским. С 1809 года этот титул перешёл к российскому императору.

## Трансильвания
Великими князьями Трансильванскими титуловали себя Сигизмунд Баторий (правил Трансильванией в 1581—1599 годах), Георгий Ракоци II (правил в 1648—1660 годах) и венгерский король Габриель Бетлен (владел Трансильванией в 1613—1629 годах). Австрийская императрица Мария-Терезия в 1765 году восстановила для Трансильвании, входившей в то время в состав империи, статус великого княжества. После этого титул великих князей Трансильванских вошёл в состав полной титулатуры австрийских императоров.